# پسالمورو
پسالمورو (به اسپانیایی: Pozalmuro) یک دهستان در اسپانیا است که در سریا واقع شده‌است.

## خصوصیات
پسالمورو ۳۶ کیلومترمربع مساحت و ۱۰۲ نفر جمعیت دارد.